# Liar Dice

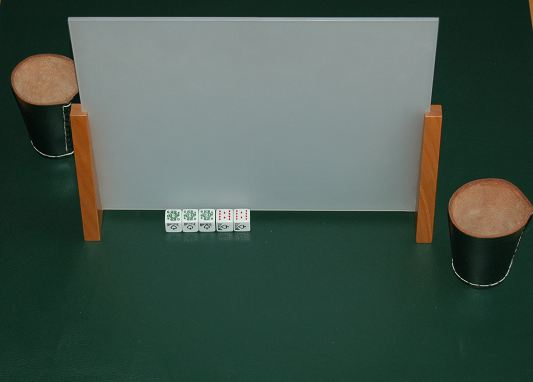
Auf dem Spieltisch befindet sich ein kleiner Schirm, sodass kein Spieler die Würfel seines Gegners sehen kann.

Liar Dice (dt. etwa: Lügen mit Würfeln, so auch der franz. Name Poker menteur) oder Verdecktes Würfelpoker ist ein vom Kartenspiel Poker inspiriertes Würfelspiel. Liar Dice erfreut sich vor allem unter den Offizieren der US Army großer Beliebtheit; in den USA ist Liar Dice das neben Craps und Chuck a Luck am häufigsten gespielte Würfelspiel. 
Liar Dice zeichnet sich unter den verschiedenen Arten des Spiels mit Pokerwürfeln dadurch aus, dass es – so wie beim Karten-Poker – möglich ist, zu bluffen.
Anmerkung: Richard Borg nutzte die Popularität von Liar Dice und gab einem von ihm erfundenen Spiel den Namen Liar's Dice. Dieses Spiel verwendet ein ähnliches Spielprinzip und wurde vor allem durch den Film Fluch der Karibik 2 weithin bekannt, daher wird es auch Pirate's Dice genannt. Im deutschen Sprachraum ist Richard Borgs Spiel unter dem Namen Bluff erhältlich. 

## Die Regeln

### Allgemeines
Liar Dice ist ein Spiel für zwei Personen. Jeder Spieler benötigt einen Würfelbecher und einen Satz von fünf Pokerwürfeln. Die beiden Spieler sitzen sich an einem Tisch gegenüber, auf diesem befindet sich ein kleiner Schirm, sodass kein Spieler die Würfel seines Gegners sehen kann – daher der Name „Verdecktes Würfelpoker“.
Zu Beginn einer Partie (Game) wirft jeder der beiden Spieler einen Würfel; der Spieler mit dem höheren Zeichen wird Caller. Zu Beginn eines Spiels (Deal) werfen beide Spieler ihre fünf Würfel gegen den Schirm, und der Caller nennt eine der folgenden Pokerkombinationen (Hands).

### Die Kombinationen
Die Kombinationen lauten in absteigender Reihenfolge
- Five of a kind, fünf Gleiche, z. B. fünf Zehner.
- Four of a kind, vier Gleiche, z. B. vier Buben.
- Full house, ein Drilling und ein Paar, z. B. drei Asse und zwei Damen.
- High straight, die fünf aufeinander folgenden Werte A–K–D–B–10.
- Low straight, die fünf aufeinander folgenden Werte K–D–B–10–9.
- Three of a kind, drei Gleiche, z. B. drei Asse.
- Two pairs, zweimal zwei Gleiche, z. B. zwei Buben und zwei Neuner; hier wird nach dem höchsten Paar gewertet.
- One pair, zwei Gleiche, z. B. zwei Zehner.
- Runt, keine Kombination, z. B. A–D–B–10–9.

Bei gleichartigen Kombinationen erfolgt die Reihung analog den Regeln des Poker-Spiels mit Karten; so schlagen z. B. „Drei Zehner, ein Ass und eine Dame“ eine Hand von „Drei Zehner, ein Ass und eine Neun“.

### Spielablauf
Der Caller braucht den Wurf nicht korrekt anzusagen, er muss aber eine genaue Ansage abgeben, also z. B. nicht einfach „Drei Gleiche“, sondern eben „Drei Zehner, ein Ass und eine Dame“.
Hat der Caller seinen Wurf angesagt, so ist sein Gegner an der Reihe; dieser hat zwei Möglichkeiten:
- Er kann – falls er die Ansage bezweifelt – den Schirm hochheben und das Spiel beenden. Ist der Wurf von geringerem Wert als angesagt, so hat der Caller verloren, ist der Wurf korrekt angesagt oder sogar von höherem Wert, so gewinnt der Caller.
- Er kann die Ansage akzeptieren und nun selbst eine Kombination ansagen. Diese Ansage muss jedoch diejenige seines Gegners überbieten. Vor der Ansage hat der Spieler aber das Recht – sollte er mit seinem ersten Wurf nicht zufrieden sein – einen oder mehrere Würfel aufzunehmen und ein zweites bzw. drittes Mal zu werfen. Im Laufe eines Spieles darf ein Spieler jedoch höchstens drei Mal würfeln. Sobald aber ein Spieler würfelt, muss er eine Ansage machen und darf sich nicht nachträglich dafür entscheiden, den gegnerischen Wurf anzuzweifeln, und den Schirm hochheben.

Wirft er beim ersten Wurf etwa nur One pair, so kann er z. B. drei Würfel aufnehmen, um zu versuchen, durch einen folgenden Wurf Three of a kind, Full house oder gar Four bzw. Five of a kind zu erhalten. Er kann aber auch einen Bluff riskieren und einen höheren Wert ansagen, ohne diesen Wert tatsächlich zu besitzen.
Nun ist wieder der Caller an der Reihe. Er kann die Ansage seines Gegners anzweifeln und den Schirm heben oder würfeln – er darf im Laufe dieses Spiels noch zweimal versuchen, seine Hand zu verbessern – und einen höheren Wurf ansagen.
Auf diese Weise setzt sich das Spiel solange fort, bis ein Spieler den Schirm aufhebt und das Spiel beendet. Ist der Wurf von geringerem Wert als angesagt, so gewinnt der Spieler, der den Schirm hochgehoben hat, andernfalls verliert er.
Wirft ein Spieler Five aces, so hebt er den Schirm hoch, und sein Gegner darf mit den ihm eventuell noch erlaubten weiteren Würfen versuchen, ebenfalls fünf Asse zu erreichen. Gelingt ihm dies, so ist dieses Spiel unentschieden und wird wiederholt, andernfalls gewinnt der Spieler mit den fünf Assen.

### Partien
Eine Partie setzt sich aus mehreren einzelnen Spielen zusammen. Der Gewinner eines Spieles ist Caller im folgenden Spiel. 
Ein Spieler hat die Partie gewonnen, sobald er zwei (Best of three) oder drei (Best of five) einzelne Spiele gewonnen hat.

### Spiel für drei oder mehr Personen

#### Chouette
Liar Dice lässt sich – so wie alle Zweipersonenspiele – entsprechend dem Chouette-Prinzip für drei oder mehr Spieler adaptieren: Zu Beginn wirft jeder Spieler einen Würfel, um eine anfängliche Reihenfolge festzustellen. In der ersten Partie treffen die beiden Teilnehmer mit den höchsten Werten aufeinander, nach jeder folgenden Partie bleibt der Gewinner an seinem Platz, während der Verlierer seinen Platz dem nächsten Spieler auf der Warteliste überlässt und sich selbst am Ende der Liste einreiht.

#### Turniere
Liar Dice lässt sich auch als Turnier nach dem K.-o.-System spielen.

### Ergänzungen
Liar Dice wird auch häufig mit Augenwürfeln gespielt, dabei zählt man in den USA vielfach die Eins (Ace) als höchsten Wert, also 1–6–5–4–3–2, ausgenommen bei den Straights, d. h. High straight ist 6–5–4–3–2 und Low straight ist 5–4–3–2–1.

## Weitere Spiele mit Pokerwürfeln
- Poker Dice
- Escalero